# Bagdad thất thủ (1917)
Bagdad là thủ đô miền Nam của Đế quốc Ottoman năm 1917. Trong khi nó không có giá trị chiến lược đối với người Anh, sự sụp đổ của nó sẽ là vài giá trị tuyên truyền. Sau những thảm họa trong chiến dịch Lưỡng Hà năm 1916, một chiến thắng là cần thiết để lập lại sự kiêu hãnh của Anh. Ngày 11 tháng 3, 1917, quân đội Anh đã chiếm được Bagdad.

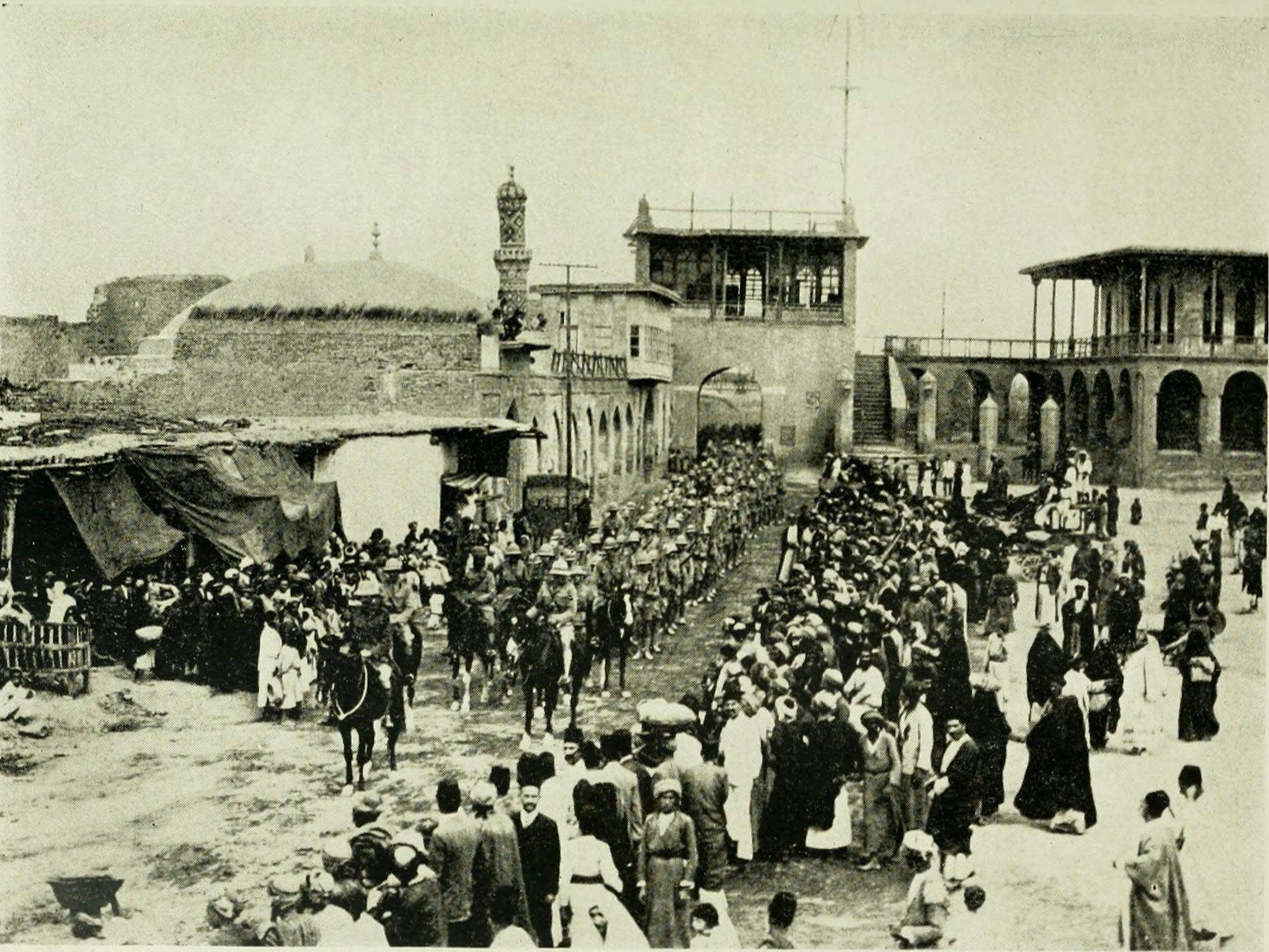
General Maude's entry into Baghdad, ngày 11 tháng 3 năm 1917